# 乙川

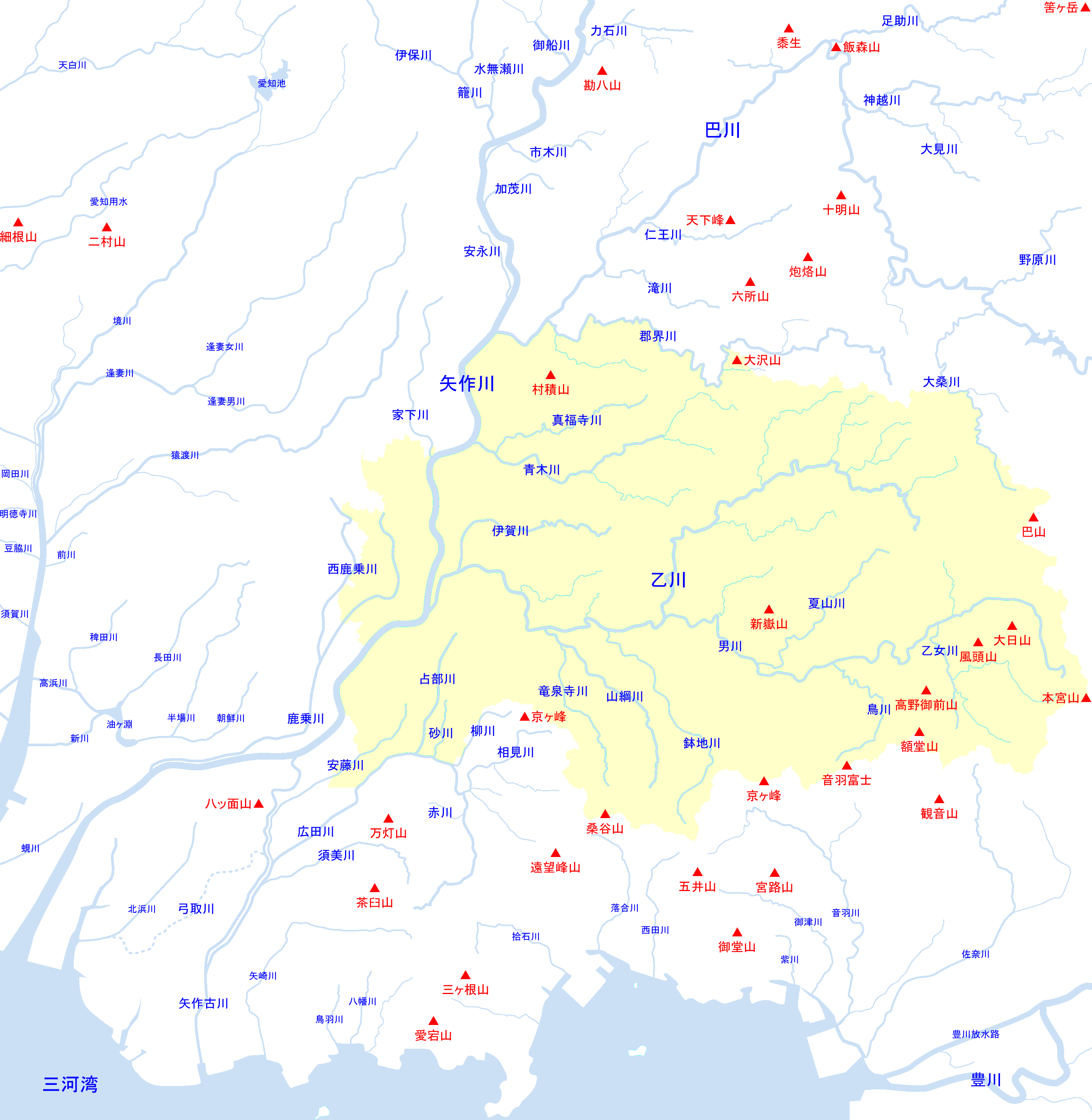
岡崎市周辺の地理

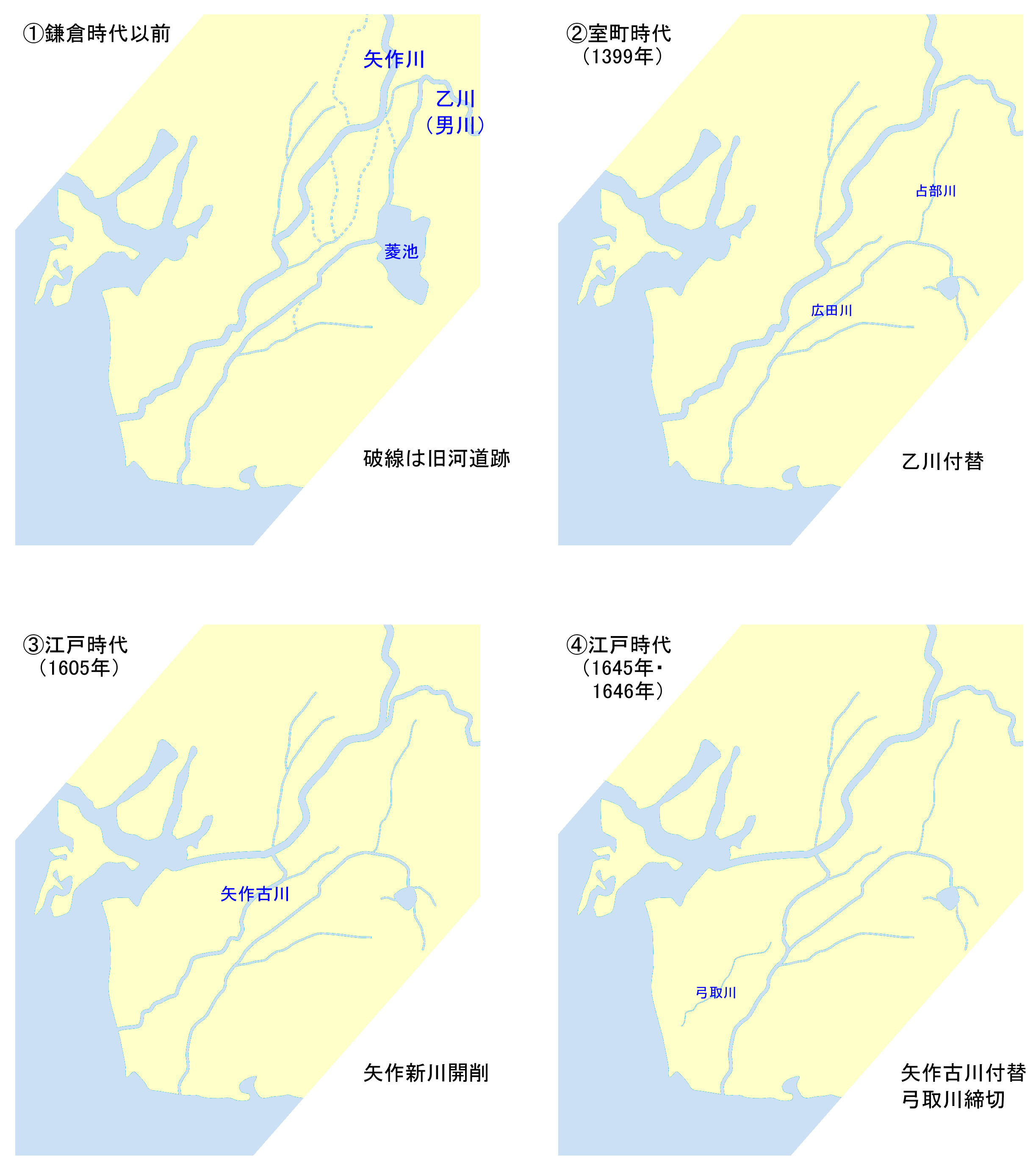
矢作川下流支派川の河川改修の歴史

乙川（おとがわ）は、愛知県岡崎市を流れる河川。一級水系矢作川最大の支流（1次支川）である。菅生川、大平川の別称がある。

## 地理
愛知県岡崎市東部の新城市との境に位置する巴山近くに発し、西に流れる。岡崎市茅原沢町で2次支川である男川が合流した後、岡崎市天白町で矢作川に合流する。合流地点付近にはJR東海道本線が走っている。
岡崎公園近くの河川敷では、毎年4月に家康行列の戦国模擬合戦が行われる。また、毎年8月初旬に花火大会が開催されている。
1970年（昭和45年）10月24日、岡崎都市美化協会が中心となり、明代橋上流の左岸で小学校児童らにより、コイ4千匹が放流された。放流したコイの追跡調査をするとともに、「コイを死なせないで」という嘆願を排水の著しい沿岸の工場に対し行った。コイの愛称は公募により「みかちゃん」と名付けられ、乙川では長い間みかちゃんの放流が続けられた。
1987年（昭和62年）3月、殿橋と潜水橋との間に「乙川噴水」が作られた。「岡崎市乙川噴水」で、手づくり郷土賞平成元年度（生活の中にいきる水辺）受賞。令和元年度には「川で遊び、川に学び、川と暮らす「おとがワ！ンダーランド」が 同賞大賞受賞。

## 六名堤
現在の乙川は西に流れて矢作川へと合流するが、中世までの乙川の本流は岡崎市久後崎町付近から南に流れて、現在の占部川筋へと流れていた。現在の占部川と広田川の合流点付近は低地となっており、周辺山地から流れ出る河川が合流する付近では流出土砂が河底に堆積して湖沼化が進み「菱池」が形成されていた。菱池から流れ出る河川は広田川筋が唯一であったが、広田川筋の河川は現在のように矢作古川とは合流せずに、そのまま三河湾に至っていた。
室町時代の1399年（応永6年）に久後崎町付近の左岸に「六名堤（むつなつつみ）」が築かれたことで、乙川の本流は矢作川に合流するように付け替えられた。この河道変更の目的は、乙川の河道跡を水田として開発すること、矢作川を利用した水運の向上などに加えて、後に岡崎城が築かれる台地を要害とすることがあったと考えられている。
1882年（明治15年）に六名堤が切れて氾濫は旧流路を通って広田川まで至り、69村で死者43名の被害が発生した。

## 河津桜

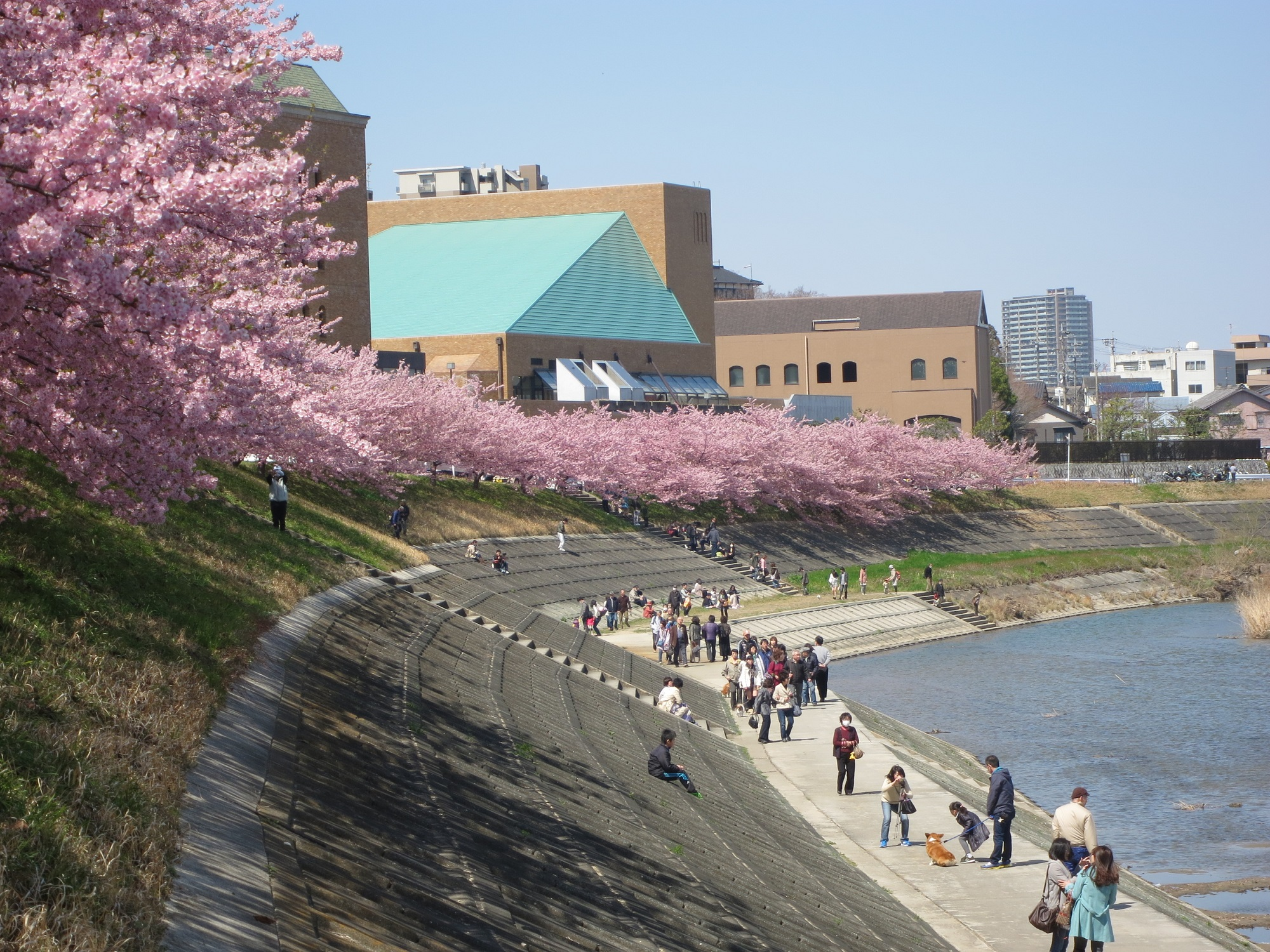
竜美丘会館付近の河津桜

岡崎市竜美丘会館裏手（東明大寺町）から竹橋（大西町字渕田）にかけての堤防は、3月になると河津桜でピンク色に染まる。1998年（平成10年）春に幸田町のゴルフ場に咲く河津桜に感激した岡崎市の市民が乙川堤防に植えることを考え、愛知県と市に交渉。植樹の許可は3年弱後に下り、2001年（平成13年）1月、85人の市民が一人2万円を出し合い、800メートルにわたり1本ずつ苗木を植えた。本数は計86本。
この河津桜は徳川家の家紋にちなみ「葵桜（あおいざくら）」と名付けられ、現在多くの客でにぎわう。

## 都市計画道路岡崎環状線

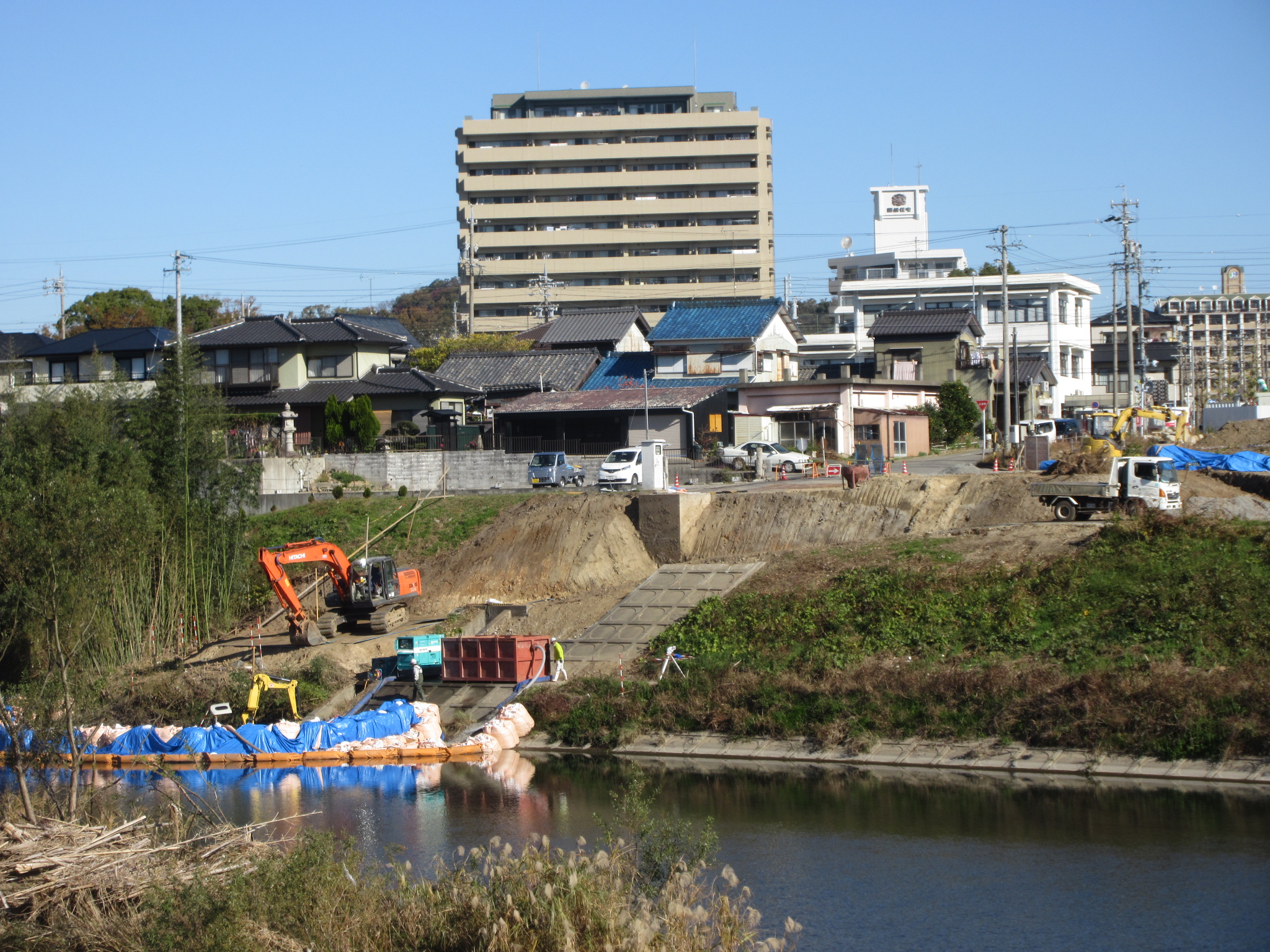
都市計画道路岡崎環状線の新しい橋が架かる予定の場所。右岸で下水道雨水管の新設工事が行われている。

岡崎市では現在、明大寺町字大圦の主要地方道岡崎刈谷線を起点に北進し、乙川を越えて国道1号と接続し、市内の中心部付近と市街地外縁を結ぶ全長約15.9キロの都市計画道路「岡崎環状線」の整備事業が行われている。岡崎環状線は全体の約90パーセントにあたる14.2キロメートルがすでに開通しており、未整備区間については、都市計画道路岡崎一色線から朝日町3丁目交差点（岡崎年金事務所東）までの440メートルの整備が優先的に進められている。
乙川に架かる新しい橋は、明大寺町字河原と朝日町3丁目交差点との間、吹矢橋の約300m上流に架設されることとなる。

## 泰平の祈りプロジェクト
2015年（平成27年）12月26日、殿橋下流において、岡崎市の徳川家康没後400年記念事業「泰平の祈りプロジェクト」が開催された。乙川水面に青色発光ダイオード（LED）を入れたプラスチックボール3万個を浮かべるこのイベントに、愛知県内外から2万人が見物に訪れた。
2018年（平成30年）11月24日、「岡崎グルメフェスティバル」と連動して、4回目となる「泰平の祈り」が開催された。

## 乙川河川緑地管理運営事業
岡崎市は現在、明大寺本町1丁目の太陽の城跡地と旧岡崎市教育文化館の敷地を利用して、コンベンション施設などを建設する計画を進めている。それに付随して市は、2019年（令和元年）6月19日、殿橋と名鉄橋梁の間の乙川左岸河川敷の利活用を目的とする「乙川河川緑地管理運営事業」の実施方針を発表した。指定管理者制度を活用した事業として実施。これにより、殿橋付近の河川敷は週末、キャンプ場として利用されるようになった。
2021年（令和3年）4月1日、ホーメックス・スノーピークビジネスソリューションズ共同企業体が指定管理者に指定された。

## ギャラリー
- 河川緑地のキャンプ場と殿橋
- 愛知県道477号と明代橋
- 明代橋のライトアップ
- 菅生町の桜並木
- 家康行列の戦国模擬合戦
- 8月初旬に行われる花火大会
- 岡崎市消防出初式
- 殿橋の下流にかかる潜水橋
- かおれ渓谷（岡崎市桜形町）
- 才栗町と秦梨町の間を流れる乙川
- オト リバーサイドテラス
- 建設中の桜城橋
- 2020年3月22日に開通した桜城橋

## 流域の自治体
愛知県
岡崎市

## 橋梁
- 前田橋（愛知県道333号切山夏山線：千万町茅葺屋敷付近）
- 千万町橋（愛知県道334号千万町豊川線）
- 木下橋（愛知県道333号切山夏山線）
- 日近橋（国道473号）
- 天神橋（岡崎市道桜形惣玉中門線：国道473号旧道）
- 市場橋（愛知県道35号岡崎設楽線）
- 万年橋（愛知県道35号岡崎設楽線）
- 須淵橋（愛知県道335号南大須鴨田線）
- 新東名高速道路
- 平成大橋（愛知県道35号岡崎設楽線）
- 友久橋（岡崎市道秦梨才栗線）
- 秦梨大橋（愛知県道35号岡崎設楽線）
- 簗野橋（愛知県道37号岡崎作手清岳線）
- 美保橋（岡崎市道美合小美線）
- 東名高速道路
- 丸岡新橋（岡崎市道丸岡線）
- 丸岡橋（岡崎市道丸岡町20号線）
- 大平橋（国道1号）
- 御用橋（岡崎市道大西大平線）
- 乙川大橋（愛知県道26号岡崎環状線）
- 竹橋（岡崎市道竹橋線）
- 吹矢橋（岡崎市道明大寺吹矢橋線）
- 明代橋（愛知県道477号東大見岡崎線）
- 桜城橋（2020年（令和2年）3月22日開通）
- 殿橋（愛知県道483号岡崎幸田線）
- 水潜橋（人道橋）
- 名鉄名古屋本線
- 明神橋（国道248号）
- 愛知環状鉄道・愛知環状鉄道線